# James Chanos
James S. Chanos (sinh 1958 tại Milwaukee, Wisconsin) là một người quản lý quỹ tự bảo hiểm rủi ro Hoa Kỳ, và là chủ tịch và người sáng lập Kynikos Associates Lưu trữ ngày 18 tháng 2 năm 2010 tại Wayback Machine, một công ty đầu tư Thành phố New York tập trung vào việc bán khống.

## Thân thế
Sinh 1958, người gốc Hy Lạp, ông học tại Trung học Wylie E. Groves và Đại học Yale, nơi ông tốt nghiệp năm 1980. Trong kinh doanh, ông phát triển một chiến lược đầu tư dựa trên các nghiên cứu chuyên sâu vào cổ phiếu (theo tháng), tìm kiếm cơ bản và thất bại của thị trường lớn trong định giá: thường là các sự thiếu sót dưới ước tính hoặc không có ghi nhận trước đó trong kinh doanh hoặc thị trường của một cổ phiếu. Tiếp theo là một cam kết (thường là lớn) vị thế ngắn mà ông sẵn sàng giữ trong thời gian dài - gần như hình ảnh phản chiếu của chiến lược đầu tư "cơ bản lâu dài" nổi tiếng của Warren Buffet. Vì mô hình này, chức năng đầu tư của ông rất giống một người tố cáo các vụ tham nhũng hơn là các mối đầu tư tiêu biểu nhất. Ví dụ này bao gồm các công ty bán khống như Baldwin-United, Drexel Burnham Lambert, và gần nhất, Enron khét tiếng.